# Большое Сареево
Большо́е Саре́ево (ранее село Сары́евское) — деревня в Одинцовском районе Московской области в составе сельского поселения Горское. Население 108 человек на 2006 год, в деревне числятся 2 улицы и Красногорское шоссе. До 2006 года Большое Сареево входило в состав Горского сельского округа.

## Расположение
Деревня расположена в северо-восточной части района, в 7 км к северо-западу от Одинцово, между речками Медвенка и её правым притоком Закза, у их слияния, высота центра над уровнем моря 156 м.

## История
Впервые в исторических документах село Сареевское встречается в духовной грамоте серпуховского князя Владимира Храброго начала XV века, согласно которой оно отошло к его третьему сыну Ярославу Владимировичу, затем в завещании Ивана III 1504 года. С начала XVII века село отдается в поместье служилым людям, среди которых были Стрешневы, Остерманы и Голицын.
На 1852 год в сельце Сареево числилось 18 дворов, 86 душ мужского пола и 70 — женского, в 1890 году — 125 человек (тогда же зафиксировано народное название — Царёво). Всесоюзная перепись 17 декабря 1926 года впервые учитывает отдельно Большом Сарееве, в котором числилось 32 хозяйства и 116 жителей, также сельсовет и дом отдыха, по переписи 1989 года — 48 хозяйств и 109 жителей.

## Население
| 2002 | 2006 | 2010 |
| ---- | ---- | ---- |
| 133  | ↘108 | ↗200 |